# 尚真王
尚真（琉球語：〔〕／  ?；1465年—1527年1月12日）是琉球國第二尚氏王朝第三代國王、第九代琉球國王，1477年（成化十三年）至1526年（嘉靖五年）在位。他是第二尚氏王朝第一代國王尚圓王之子。童名真加戶樽金（琉球語：／ ），神號於義也嘉茂慧（琉球語：／ ）。
尚真未即位時被封為久米中城王子，1477年接受叔父尚宣威的禪位，並派遣長史梁應、使者吳是佳、通事梁德等至明朝，以尚圓王訃告，請求襲封為琉球國王。明憲宗遂在1479年（成化十五年）派兵科給事中董旻、行人司右司副張祥前往琉球，冊封尚真為王。
尚真王在位期間，不斷進行對外擴張。1500年平定了八重山群島的遠彌計赤蜂之亂。1506年相繼征服了久米島按司勢力和具志川按司勢力，在1522年鎮壓「鬼虎之亂」，征服與那國島。此後琉球的統治勢力擴張至宮古、八重山，基本確定了琉球南部的版圖。
尚真王統治的50年被認為是琉球歷史上最強盛的時期，確立了琉球的官員品秩、朝儀制度、神官制度、賦稅制度、行政劃分，擴建了首里城，廢除了殉葬習俗，並於1526年召各按司赴首里居住，禁止私人擁有兵器，加強了中央集權，此後琉球進入穩定發展的時期。
琉球群島著名的建築圓覺寺（1492年）、玉陵（1501年）、圓鑑池（1502年）、辯財天堂（1502年），都建於尚真王時期。用於國王處理政務、接待冊封使的首里城北殿（1508年），也是在這一時期建造的。

## 家族
- 父：尚圓王
- 母：世添大美御前加那志（號月光）
- 妃：尚氏（號居仁，尚宣威的長女）
- 夫人：

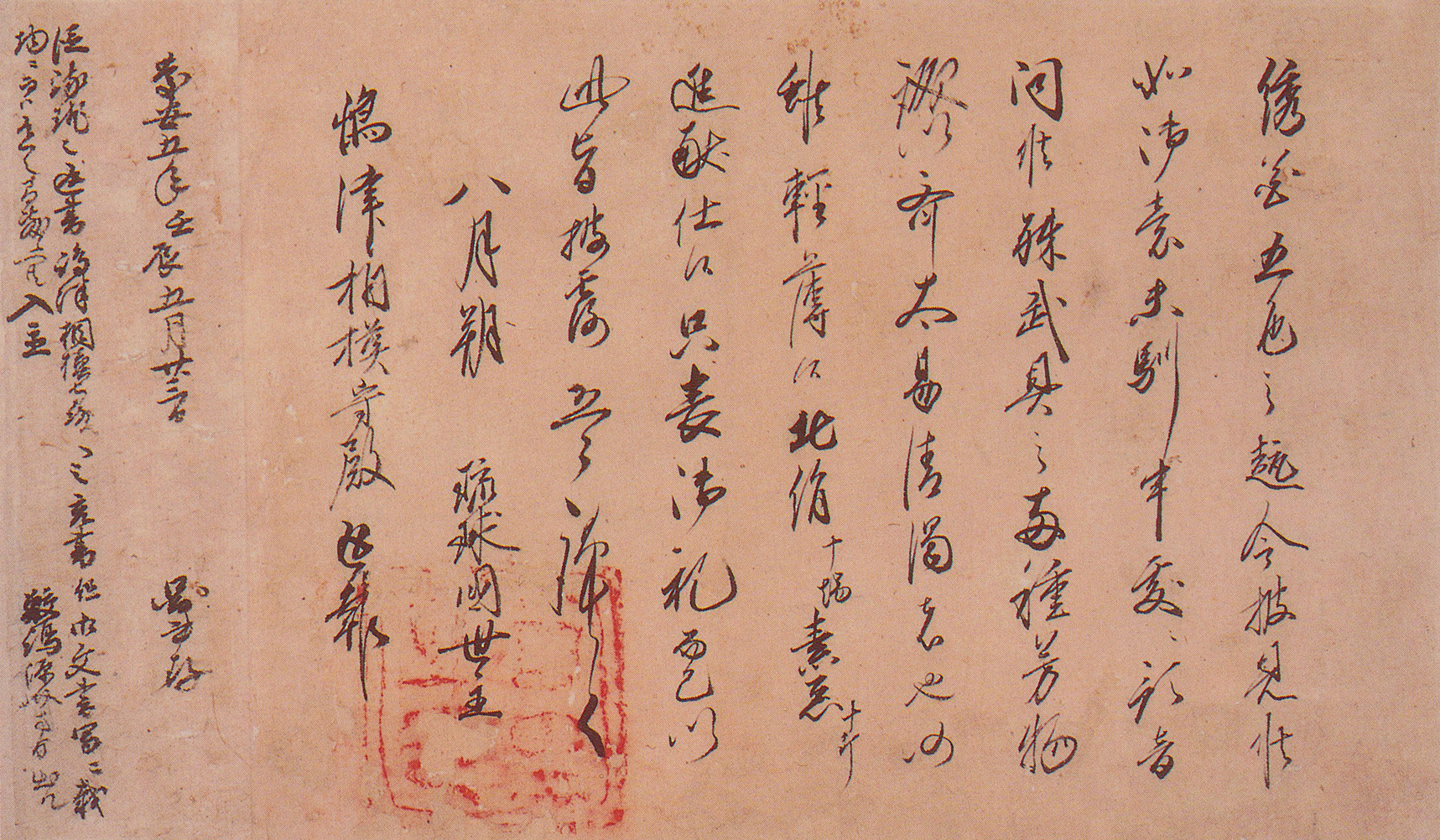
島津忠良宛琉球国世主（尚真王）書狀（1526年）

  - 思戶金按司加那志（號華后，其父為謝氏二世知名親雲上成良，是崎山村仲里家的祖先）
  - 銘刈村銘刈子的女兒
- 子女：
  - 長子：尚維衡，浦添王子朝滿（小祿御殿一世，母為妃）
  - 次子：尚朝榮，大里王子，無嗣
  - 三子：尚韶威，今歸仁王子朝典（具志川御殿一世，任北山監守）
  - 四子：尚龍德，越來王子朝福（嘉味田殿內一世、妻為佐司笠月峰[1]）
  - 五子：尚清，中城王子（母為華后）
  - 六子：尚亨仁，金武王子，無嗣
  - 七子：尚源道，豐見城王子，無嗣
  - 長女：佐司笠按司加那志尚慈山（佐司笠即高級祝女，童名眞鍋樽。號慈山。嫁尚鼎。茗刈子女所生）